# Coincya rupestris
Coincya rupestris är en korsblommig växtart som beskrevs av Pietro Porta, Gregorio Rigo och Georges Rouy. Coincya rupestris ingår i släktet lacksenaper, och familjen korsblommiga växter. IUCN kategoriserar arten globalt som starkt hotad.

## Underarter
Arten delas in i följande underarter:
- C. r. leptocarpa
- C. r. rupestris

## Bildgalleri

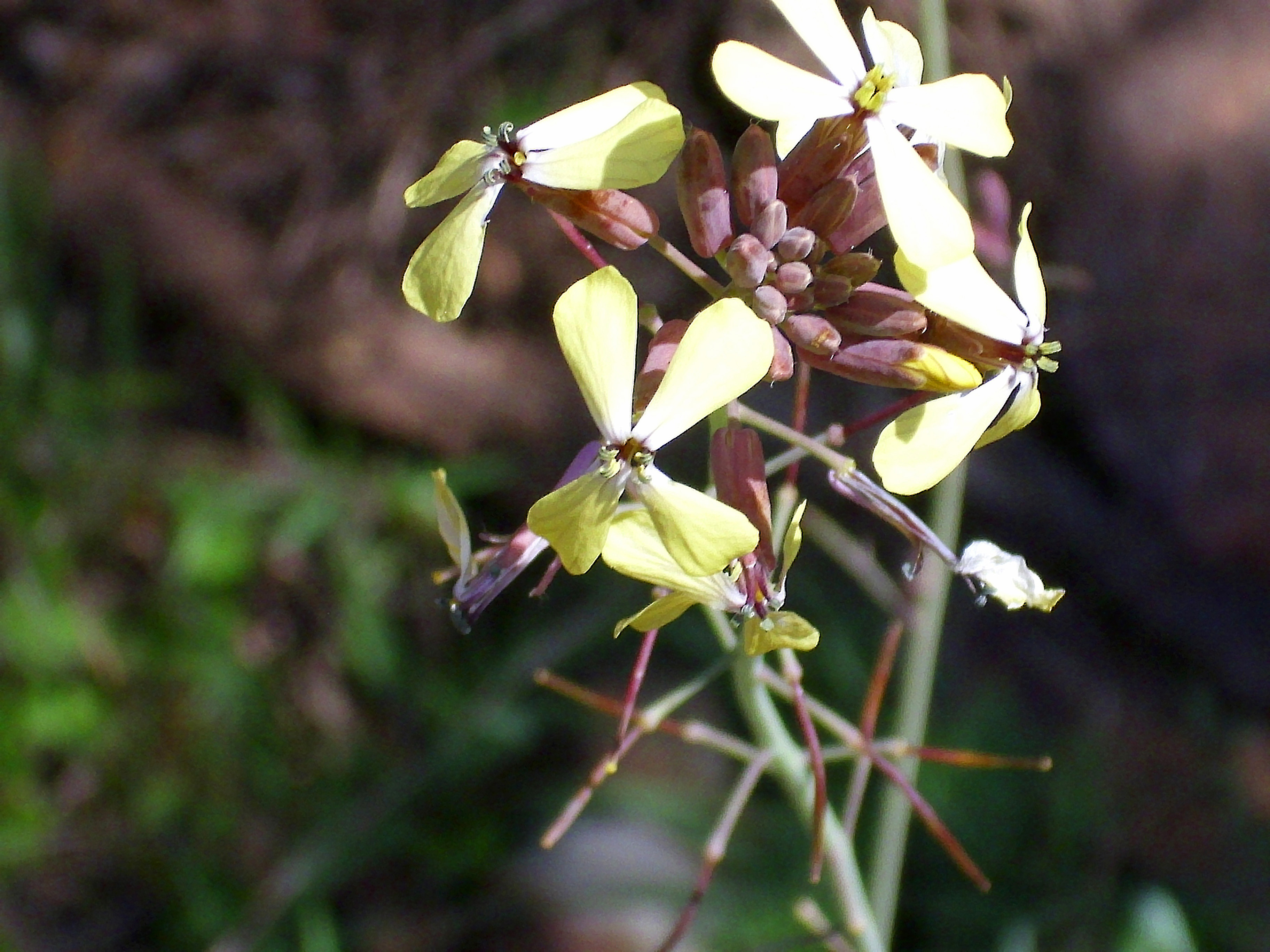
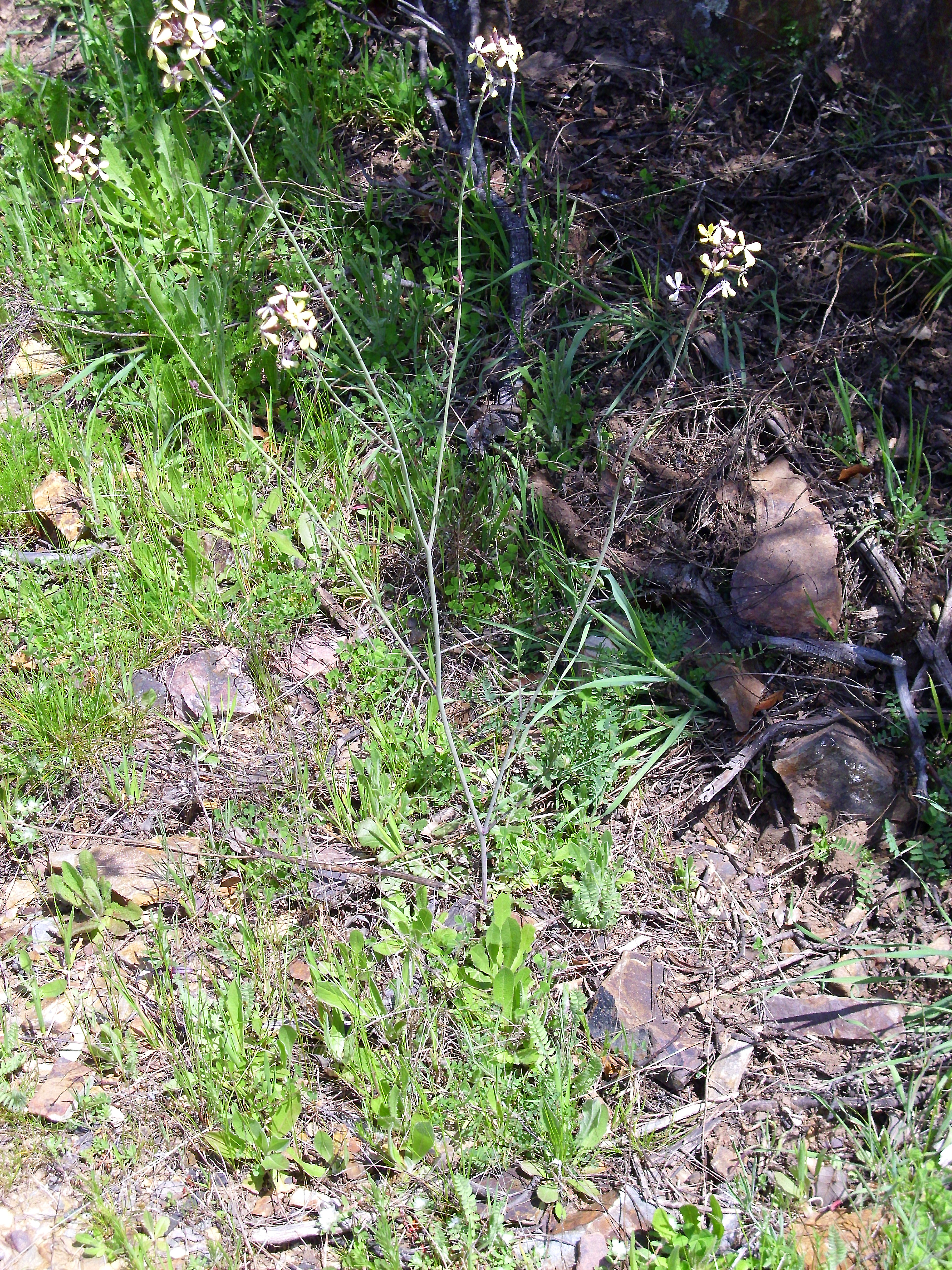
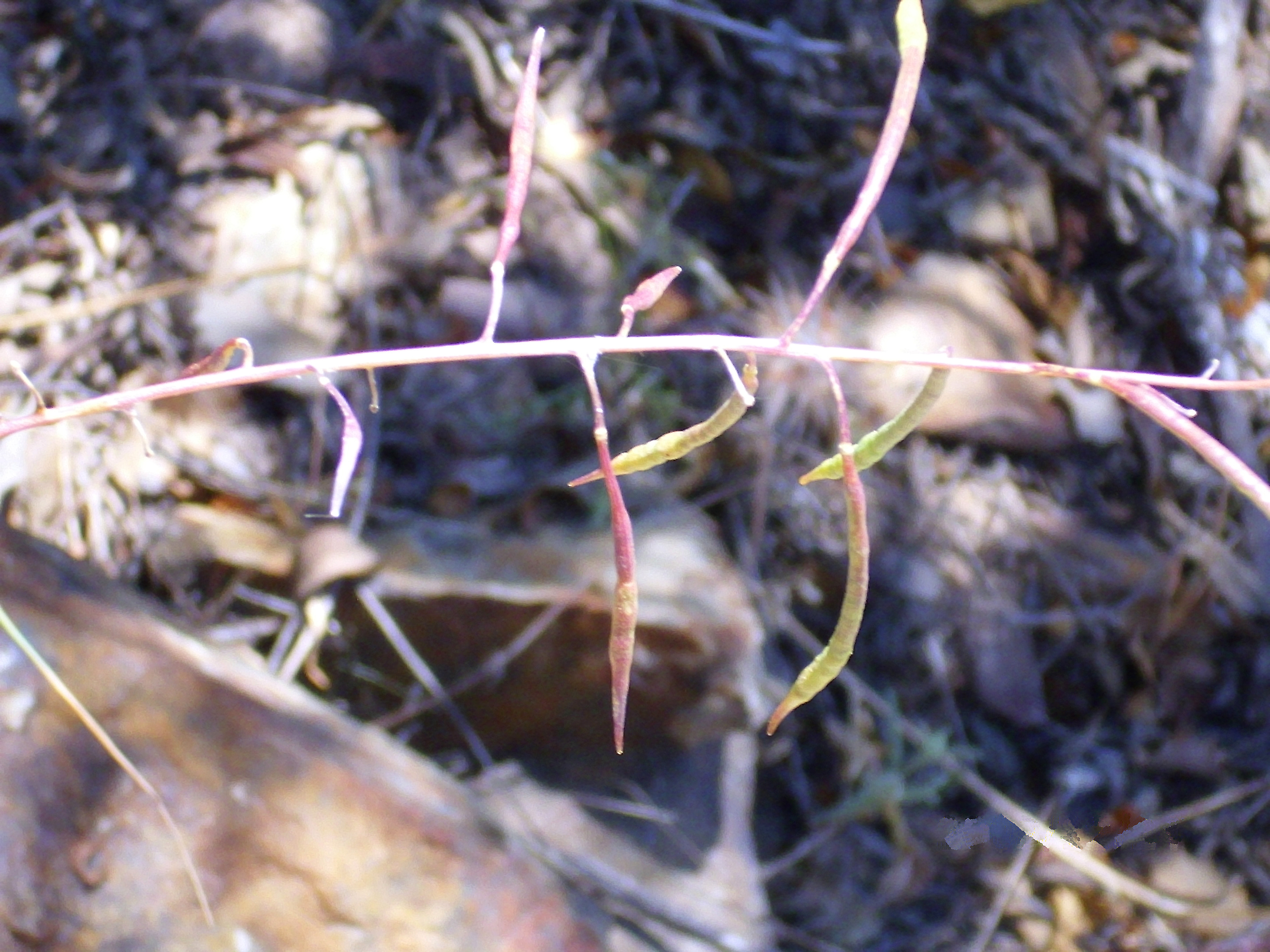
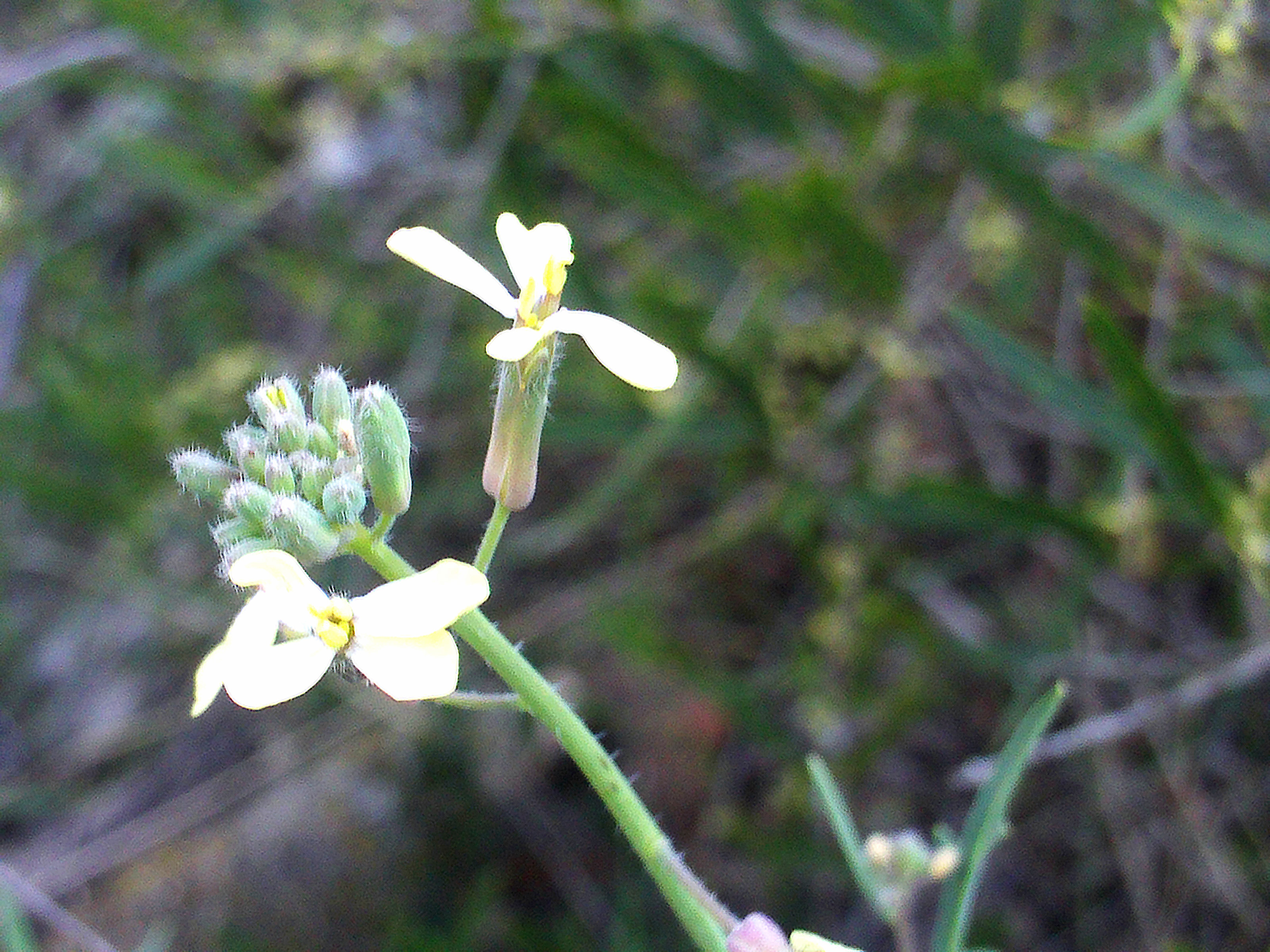
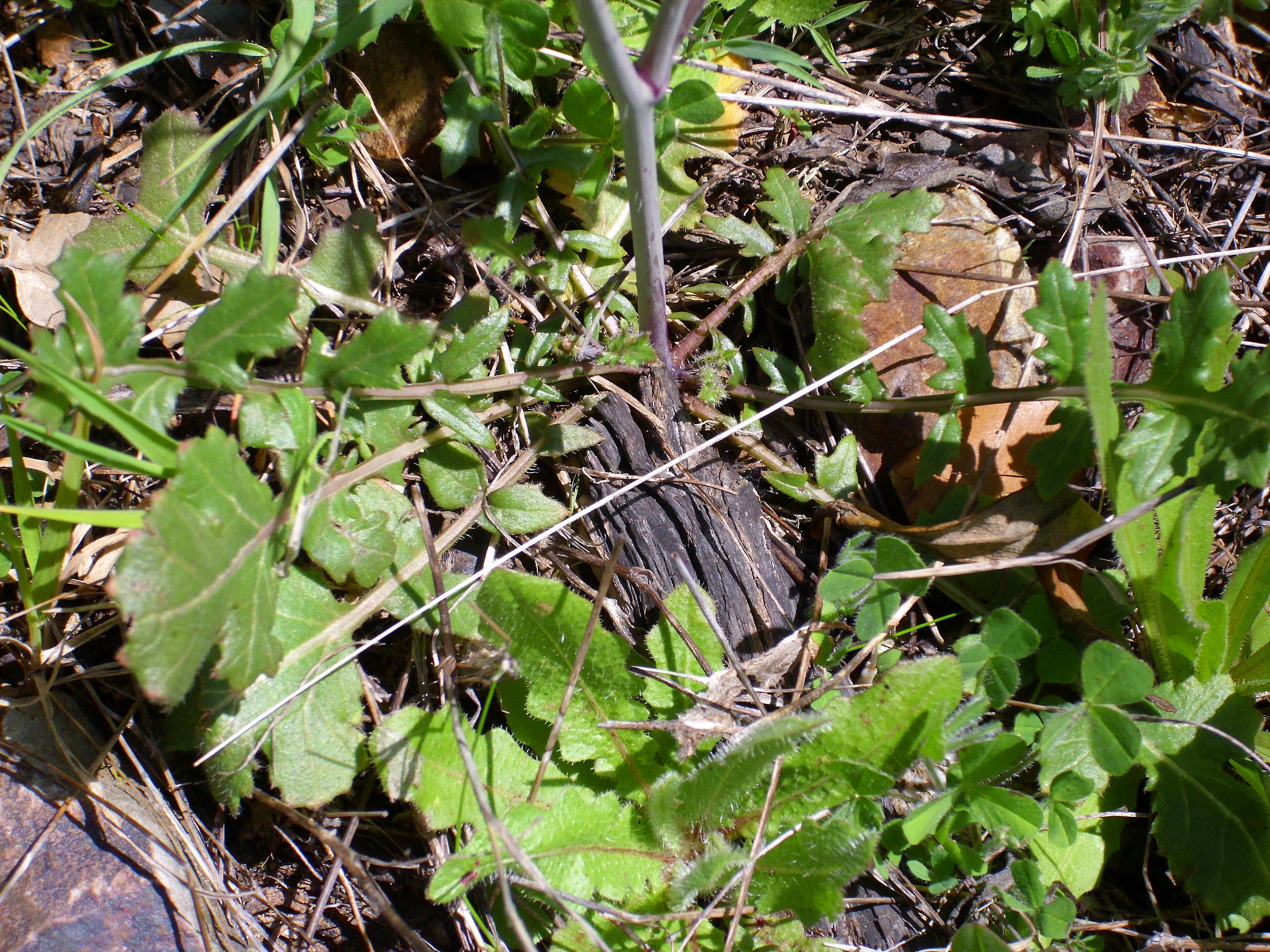
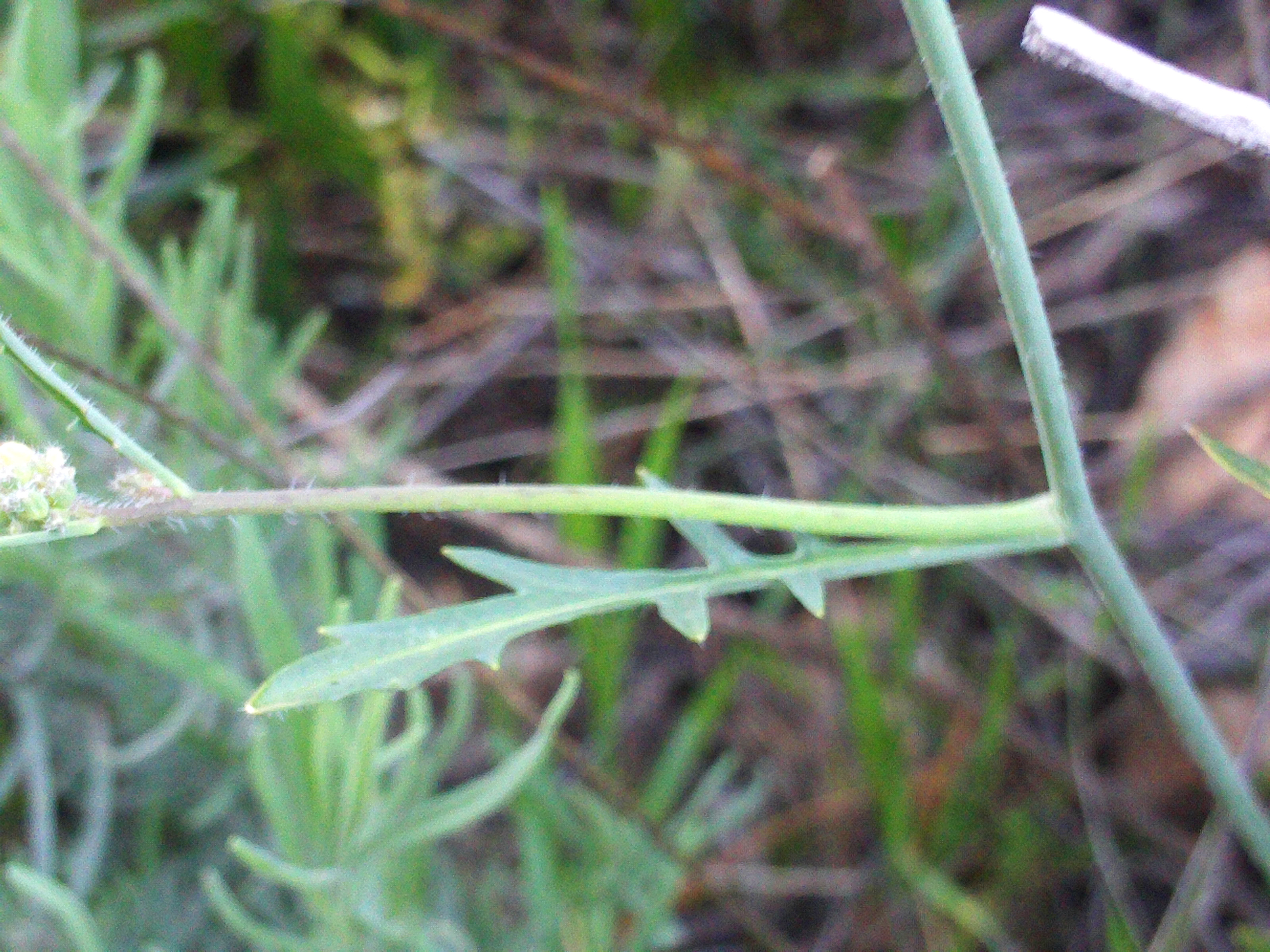